# 56
Anul 56 (LVI) a fost  un an obișnuit  după calendarul iulian. E cunoscut că anul 809 după Ad Urbe Condita și că anul consulatului lui  Saturninus și Scipio. 

## Evenimente
- Începe conflictul dintre Imperiul Roman și Imperiul Part după invadarea Armeniei de către regele Vologases I, care l-a înlocuit pe conducătorul și aliatul romanilor cu fratele său, Tiridates I al Armeniei prin anii 52-53.
- Publius Clodius Thrasea Paetus  a devenit consul al Romei.
- În China sub domnia dinastiei Han, era Janwu se încheie și începe era Jianwuzhongyuan

## Nașteri

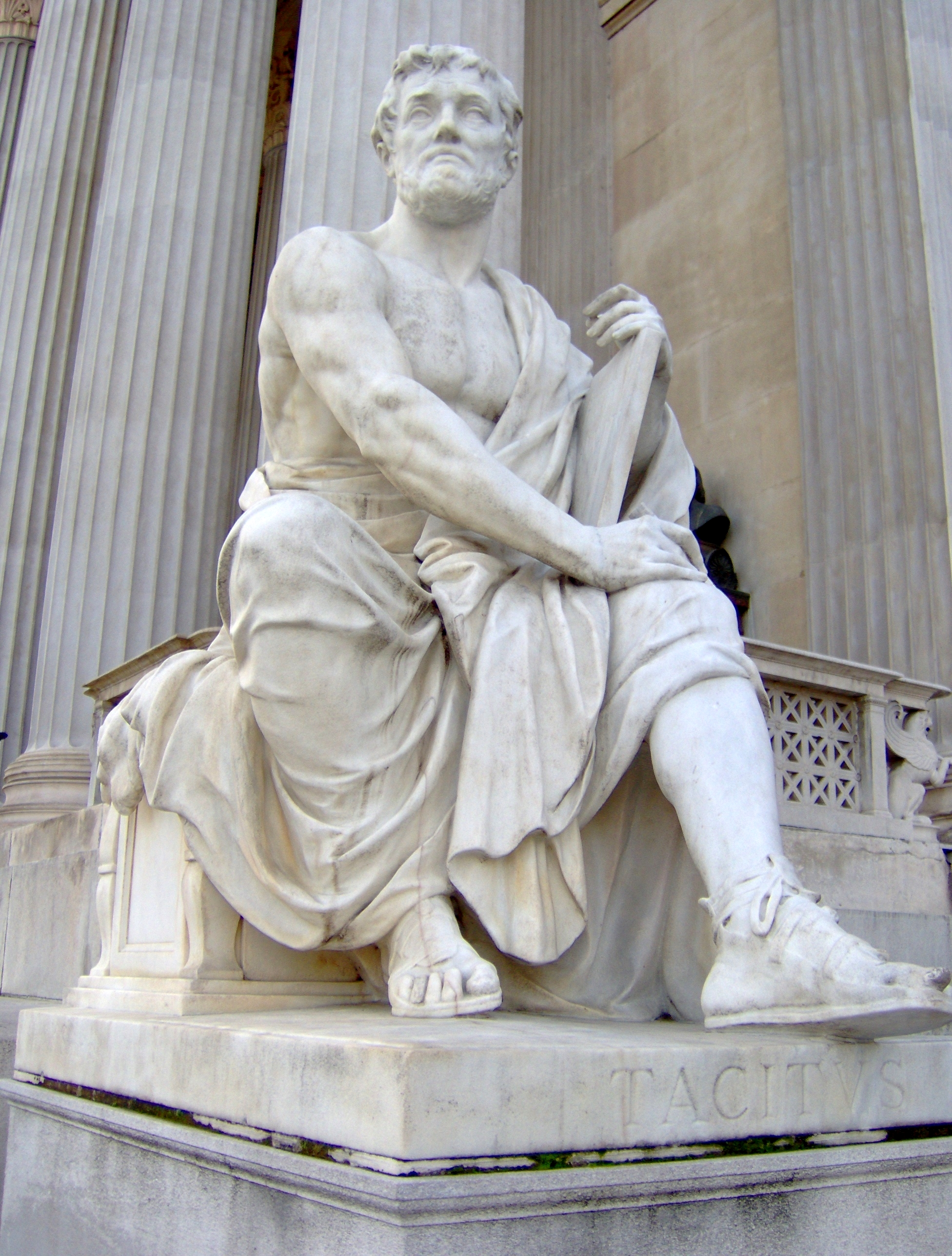
Tacitus

- Gaius Cornelius Tacitus, istoric roman

## Decese
- Lucius Volusius Saturninus,  politician și guvernator roman